# Deerfield (Illinois)
Deerfield é uma aldeia localizada no estado americano de Illinois, no Condado de Cook e Condado de Lake.

## Demografia
Segundo o censo americano de 2000, a sua população era de 18.420 habitantes.
Em 2006, foi estimada uma população de 19.664, um aumento de 1244 (6.8%).

## Geografia
De acordo com o United States Census Bureau tem uma área de 14,3 km², dos quais 14,2 km² cobertos por terra e 0,1 km² cobertos por água.

## Localidades na vizinhança
O diagrama seguinte representa as localidades num raio de 8 km ao redor de Deerfield.